# Johann Nepomuk von Raimann

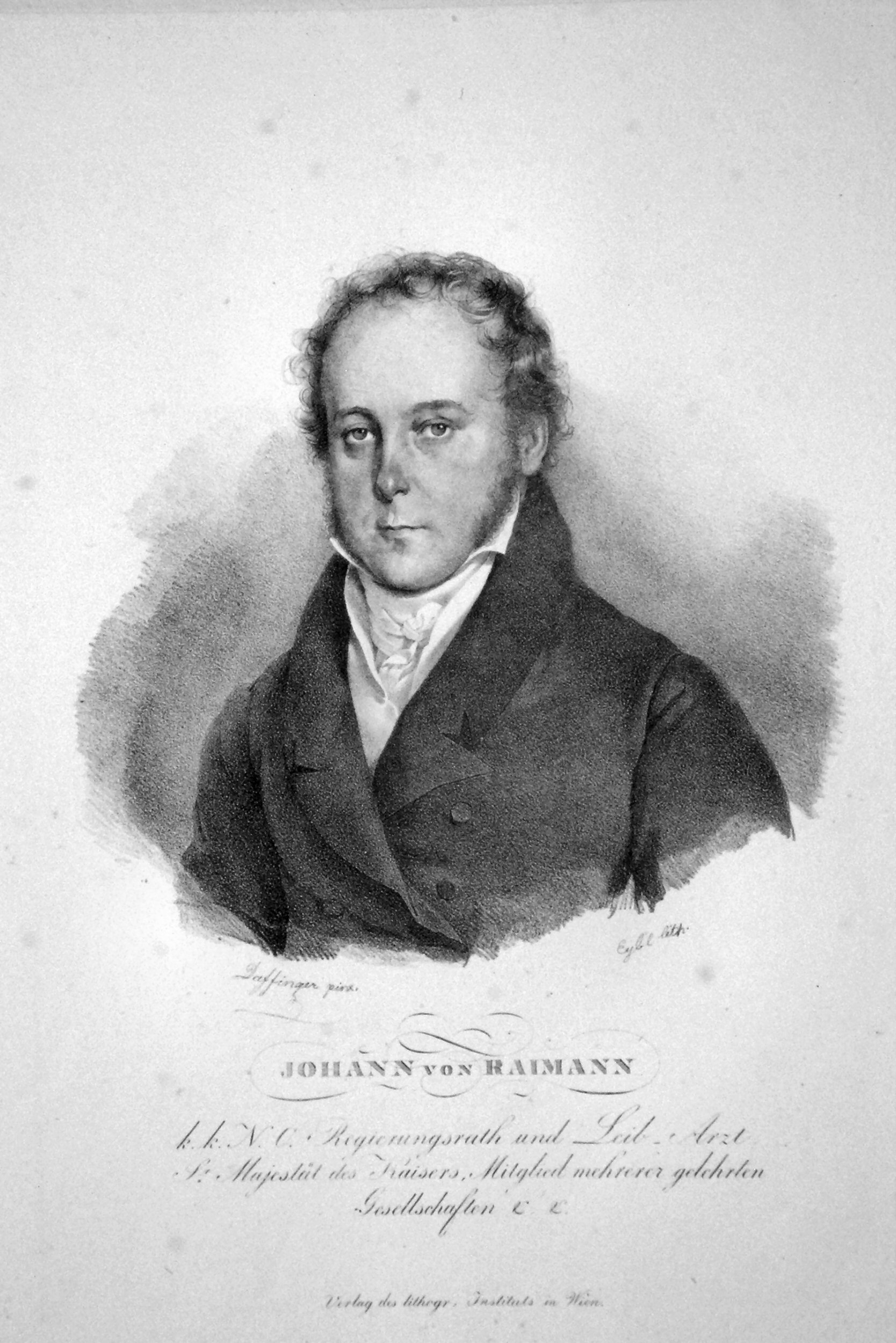
Johann Nepomuk Raimann

Johann Nepomuk Raimann, ab 1826 Edler von Raimann, ab 1840 Ritter von Raimann, (* 20. Mai 1780 in Freiwaldau, heute Jeseník; † 8. März 1847 in Wien) war ein österreichischer Mediziner.
Raimann studierte in Prag Medizin, bevor er für sein Studium nach Wien wechselte und 1804 zum Doktor promovierte. Bereits 1805 wurde Raimann Supplent des Lehramtes für allgemeine Pathologie, Therapie und Materia medica (Lehre von den Arzneimitteln) an der Universität Krakau und stieg 1807 zum ordentlichen Professor dieser Fächer auf. Nachdem Krakau 1809 an das Herzogtum Warschau gefallen war, wechselte er 1810 als k.k. Rath und Feldstabsarzt sowie Professor für allgemeine Pathologie und Materia medica an die
medizinisch-chirurgische Josephs-Akademie in Wien.
1813 stieg  Raimann zum Professor der medizinischen Klinik für Wundärzte an der Universität Wien auf, die er in der Folge leitete. 1818 übernahm er die provisorische Leitung des Allgemeinen Krankenhauses sowie des Findelhauses und wurde 1820 zu dessen Direktor ernannt. Raimann hatte die Funktion des Direktors bis 1829 inne. Nach seiner Ernennung zum Leibarzt von Kaiser Franz 1829 war Raimann ab 1836 auch Leibarzt Kaiser Ferdinands I. Er übernahm 1837 zudem die Leitung der medizinisch-chirurgischen Studien und war Präses der medizinischen Fakultät.
Raimann agierte in seinen Therapien konservativ, erfüllte jedoch als Direktor des Allgemeinen Krankenhauses alle Erwartungen, wobei unter seiner Leitung der Neubau eines Bades und die Einrichtung von Kliniken mit einer zusätzlichen Kapazität von 500 Betten erfolgte. Seine Schriften waren im Kreis der Studierenden weit verbreitet, zudem hatte er zwischen 1837 und 1846 die Schriftenleitung der 1811 gegründeten Medizinischen Jahrbücher des österreichischen Kaiserstaates inne, welche von der Gesellschaft der Ärzte in Wien publiziert wurden.
Raimann, ein Schwiegersohn des Arztes Andreas Joseph von Stifft erhielt zeitlebens zahlreiche Ehrungen und wurde 1840 in den Ritterstand versetzt. Er starb am 8. März 1847 in Wien. Franz Ritter von Raimann, der Richter und Numismatiker, ist sein Sohn.
Im Jahr 1910 wurde in Wien-Penzing (14. Bezirk) die Raimannstraße nach ihm benannt.

## Werke
- Anleitung zur Ausübung der Heilkunst. Als Einleitung in den klinischen Unterricht. Wien 1815
- Institutiones generales ad praxim clinicam. Wien 1829
- Handbuch der speciellen medicinischen Pathologie u. Therapie, für akademische Vorlesungen
- Principia pathologiae et therapiae specialis medicae